# Eburodacrys guttata
Eburodacrys guttata är en skalbaggsart som beskrevs av Martins och Maria Helena M. Galileo 2005. Eburodacrys guttata ingår i släktet Eburodacrys och familjen långhorningar. Inga underarter finns listade i Catalogue of Life.